# 冬の雨音/NIGHT PARADE by FLOW∞HOME MADE 家族
「冬の雨音／NIGHT PARADE by FLOW∞HOME MADE 家族」（ふゆのあまおと／ナイトパレード バイ フロウ・アンド・ホーム メード かぞく）は、2007年11月28日にリリースされたFLOWのメジャー13枚目、通算17枚目のシングル。

## 概要
- 前作「Answer」より4ヶ月ぶりのリリースで、メジャーデビュー5周年記念第2弾シングル。また、「Around the world/KANDATA」以来となる両A面シングル。
- 初回生産限定盤と通常盤の2形態でリリース。初回盤はDVD付・ワイドキャップ仕様。DVDには前作「Answer」のPVおよびメイキングが収録されている。なお、FLOWのシングルにDVDが付いたのはこれが初。また通常盤にも初回特典として「∞ステッカー」が封入されている。
- キャッチコピーは、『FLOW5周年記念第2弾シングル、両A面でリリース決定！！！！！』

## 収録曲
1. 冬の雨音 (4:36)
（作詞：KOHSHI ASAKAWA　作曲：TAKESHI ASAKAWA　編曲：FLOW&Seiji Kameda）
日本テレビ系『音燃え!』11月度オープニングテーマ
日本テレビ系『歌スタ!!』12月のお題歌
ラテン調の曲で、ギターのTAKEいわく、曲のテーマは「ロスト・ラブ」。
PVには同じアミューズ所属の岡田義徳が出演している。
2. NIGHT PARADE by FLOW ∞ HOME MADE 家族 (4:58)
（作詞・作曲・編曲：FLOW∞HOME MADE 家族）
日本テレビ系『音楽戦士 MUSIC FIGHTER』2007年12月オープニングテーマ
同じキューンミュージック所属で、FLOWと交友があるHOME MADE 家族とのコラボレーションナンバー。
3. Image (3:44)
（作詞：KEIGO HAYASHI　作曲：TAKESHI ASAKAWA　編曲：FLOW）
TBS系全国ネット『スーパーサッカーPLUS』テーマ
4. 冬の雨音 -Instrumental- (4:36)
5. NIGHT PARADE by FLOW ∞ HOME MADE 家族 -Instrumental- (4:56)

## 収録アルバム
- アイル（#1,#2）
  - 初回盤DVDには、表題曲2曲のPVも収録。
- カップリングコレクション（#2,#3）